# NGC 2275
NGC 2275 é uma galáxia espiral (Sab) localizada na direcção da constelação de Gemini. Possui uma declinação de +33° 35' 57" e uma ascensão recta de 6 horas, 47 minutos e 17,9 segundos.
A galáxia NGC 2275 foi descoberta em 26 de Outubro de 1786 por William Herschel.